# Пшеленк (Опольське воєводство)
Пшеленк (пол. Przełęk, нім. Preiland) — село в Польщі, у гміні Ниса Ниського повіту Опольського воєводства.
Населення — 564 особи (2011).

## Демографія
Демографічна структура станом на 31 березня 2011 року:
|          | Загалом | Допрацездатний вік | Працездатний вік | Постпрацездатний вік |
| -------- | ------- | ------------------ | ---------------- | -------------------- |
| Чоловіки | 281     | 54                 | 212              | 15                   |
| Жінки    | 283     | 58                 | 171              | 54                   |
| Разом    | 564     | 112                | 383              | 69                   |